# Trofeo Laigueglia 2016
La 53e édition du Trofeo Laigueglia a eu lieu le 14 février 2016. La course fait partie du calendrier UCI Europe Tour 2016 en catégorie 1.HC. C'est également la deuxième épreuve de la Coupe d'Italie de cyclisme sur route 2016.
L'épreuve a été remportée en solitaire par l'Italien Andrea Fedi (Southeast-Venezuela) deux secondes devant un groupe de huit coureurs réglé au sprint par son compatriote Sonny Colbrelli (Bardiani CSF) devant le Slovène Grega Bole (Nippo-Vini Fantini).

## Présentation

### Équipes
Classé en catégorie 1.HC de l'UCI Europe Tour, le Trofeo Laigueglia est par conséquent ouvert aux WorldTeams dans la limite de 70 % des équipes participantes, aux équipes continentales professionnelles, aux équipes continentales italiennes, aux équipes continentales étrangères dans la limite de deux, et à une équipe nationale italienne.
Dix-huit équipes participent à ce Trofeo Laigueglia - trois WorldTeams, huit équipes continentales professionnelles, six équipes continentales et une équipe nationale :
| UCI WorldTeams   | UCI WorldTeams | UCI WorldTeams |
| Nom de l'équipe  | Pays           | Code           |
| ---------------- | -------------- | -------------- |
| AG2R La Mondiale | France         | ALM            |
| FDJ              | France         | FDJ            |
| Lampre-Merida    | Italie         | LAM            |

| Équipes continentales professionnelles | Équipes continentales professionnelles | Équipes continentales professionnelles |
| Nom de l'équipe                        | Pays                                   | Code                                   |
| -------------------------------------- | -------------------------------------- | -------------------------------------- |
| Androni Giocattoli-Sidermec            | Italie                                 | AND                                    |
| Bardiani CSF                           | Italie                                 | BAR                                    |
| Delko-Marseille Provence-KTM           | France                                 | DMP                                    |
| Gazprom-RusVelo                        | Russie                                 | GAZ                                    |
| Nippo-Vini Fantini                     | Italie                                 | NIP                                    |
| Novo Nordisk                           | États-Unis                             | TNN                                    |
| Roth                                   | Suisse                                 | ROT                                    |
| Southeast-Venezuela                    | Italie                                 | STH                                    |

| Équipes continentales  | Équipes continentales | Équipes continentales |
| Nom de l'équipe        | Pays                  | Code                  |
| ---------------------- | --------------------- | --------------------- |
| Amore & Vita-Selle SMP | Ukraine               | AMO                   |
| Christina Jewelry      | Allemagne             | SGT                   |
| D'Amico Bottecchia     | Italie                | AZT                   |
| GM Europa Ovini        | Italie                | GME                   |
| Norda-MG.Kvis          | Italie                | NMG                   |
| Unieuro Wilier         | Italie                | UNI                   |

| Équipe nationale          | Équipe nationale | Équipe nationale |
| Nom de l'équipe           | Pays             | Code             |
| ------------------------- | ---------------- | ---------------- |
| Équipe nationale d'Italie | Italie           | ITA              |

## Classements

### Classement final
| Classement final | Classement final  | Classement final | Classement final            | Classement final  |
|                  | Coureur           | Pays             | Équipe                      | Temps             |
| ---------------- | ----------------- | ---------------- | --------------------------- | ----------------- |
| 1er              | Andrea Fedi       | Italie           | Southeast-Venezuela         | en 5 h 0 min 55 s |
| 2e               | Sonny Colbrelli   | Italie           | Bardiani CSF                | + 2 s             |
| 3e               | Grega Bole        | Slovénie         | Nippo-Vini Fantini          | + 2 s             |
| 4e               | Fabio Felline     | Italie           | Équipe nationale d'Italie   | + 2 s             |
| 5e               | Francesco Gavazzi | Italie           | Androni Giocattoli-Sidermec | + 2 s             |
| 6e               | Diego Ulissi      | Italie           | Lampre-Merida               | + 2 s             |
| 7e               | Arthur Vichot     | France           | FDJ                         | + 2 s             |
| 8e               | Matteo Busato     | Italie           | Southeast-Venezuela         | + 2 s             |
| 9e               | Matteo Montaguti  | Italie           | AG2R La Mondiale            | + 2 s             |
| 10e              | Pierre Latour     | France           | AG2R La Mondiale            | + 8 s             |
| modifier         |                   |                  |                             |                   |

### UCI Europe Tour
Ce Trofeo Laigueglia attribue des points pour l'UCI Europe Tour 2016, par équipes seulement aux coureurs des équipes continentales professionnelles et continentales, individuellement à tous les coureurs sauf ceux faisant partie d'une équipe ayant un label WorldTeam.
| Position           | 1er | 2e  | 3e  | 4e  | 5e | 6e | 7e | 8e | 9e | 10e | 11e | 12e | 13e | 14e | 15e | 16e à 30e | 31e à 40e |
| Classement général | 200 | 150 | 125 | 100 | 85 | 70 | 60 | 50 | 40 | 35  | 30  | 25  | 20  | 15  | 10  | 5         | 3         |

## Liste des participants
- Liste de départ complète

| Légende | Légende                                                                    | Légende | Légende                                                    |
| ------- | -------------------------------------------------------------------------- | ------- | ---------------------------------------------------------- |
| Num     | Dossard de départ porté par le coureur sur ce Trofeo Laigueglia            | Pos     | Position à l'arrivée de la course                          |
|         | Indique un maillot de champion national ou mondial, suivi de sa spécialité | NP      | Indique un coureur qui n'a pas pris le départ de la course |
| AB      | Indique un coureur qui n'a pas terminé la course                           | HD      | Indique un coureur qui a terminé la course hors des délais |